# Pilarik Jeremiás
Pilarik Jeremiás (Szepestapolca, 1647. – ?) evangélikus lelkész és tanár.

## Élete
1676. november 18-án iratkozott be a wittenbergi egyetemre, ahol később a gimnázium VI. osztályának tanára volt.

## Munkái
- Bigam Dissertationum Passionalium, De Pugna, vel Passione Christi Spirituali, Ut Et De Captivitate Christi Passionali, In longe Incluta ad Albim, Sub Praesidio ... Dn. Joh. Deutschmanni ... publicae disquisitioni modeste submittit ... Ad diem III. April, M. DC. LXXVII. Wittenberg.
- Rosen-Krantz ... Zittau, 1677. (Pilarik Gáborral együtt).
- Alsz Tit. Herr Johann Zechmeister, Ausz Ungarn, Nach glücklich vollbrachten Lebens-Streit, In die ewige Ruhe versetzet Und in der Chur-Fürstlichen Sächszischen Residentz-Stadt Dreszden den 26. Januarii Ao. 1688. beerdiget wurde, Wolte dem Seeligen, Als Seinem, im Leben geliebtesten Herrn Schwieger-Vater Die Letzte Pflicht mitleidend erweisen. Wittenberg. 1688.
- Als Die Viel-Ehr und Tugend-reiche Frau Johanna Christina Pilarikin, Gebohrne Germannin, Tit. Herrn Gabriel Pilarik, Hoch-Fürstl. Sächs. Kammerdieners und Hoff-Musici zu Gotha, Hertzlich geliebte Hausz-Ehre Den 6. Junii des 1688-sten Christ-Jahres unverhofft, doch seelig dieses Zeitliche mit dem Ewigen verweckselte, Und hernach den 8. dieses Monats zur Erden bestattet wurde, entdeckete und überschickte Zur Bezeugung seines Brüderlichen Mitleidens diese Trauer-Gedancken auch mit Trauren Umbgebener. Uo.
- Memoriae. Pilarikiorum. Sacrum. P. D. Q. Anno R. S. M. DC. XC. Ipsis Cal. Maji. Potruelis. & Frater. Uo.
- Der im Himmel das Jubel-Jahr haltenden Seelen, Auff Erden in diesem Seculo hin und her zerstreueten Freuende Gebeine, Als Des Herrn Groszvaters Herrn Stefani Pilarik, weiland Pfarrers zu Otschowa, in Ungarn, Dessen Vier Söhnen, Herrn Jeremiae Pilarik, weiland Pfarrer zu Carpen und dann zu Hodritsch in Ungarn, meines Hn. Vetters, Herrn Stefan Pilarik, an unterschiedlichen Oertern zuletzt in Szenitz in Ungarn Pfarrers und Senioris wie auch nach dem Schmerzlichen Exilio Pfarrers zu Neusaltza in Meissen, meines lieben seel. Herrn Vaters Herrn Esaiae Pilarik, Pfarrers zu Carpen und dann in der Ungrischen Berg-Stadt Schemnitz, meines Herrn Vetterst Herrn Johannis Pilarik, an unterschiedlichen Oertern Pfarrers in Ungarn, zuletzt aber in Ugrotz, bey dem vier vornehmen Grafen Zai, Pfarrers und Senioris, meines Hn. Schwagers, Meiner zweyen Brüder M. Esaiae Pilarik, weiland Con-Rectoris in Alt-Brandenburg. Gabrielis Pilarik, weiland Hoch-Fürstl. Altisten und Cammerdieners zu Gotha. Meiner lieben vier zarten Söhne, Joahnes Stephani. Johannis Jeremiae. Jeremiae Gottliebs. Christian Gabriels. Bemühete sich in dem 1700-ten, als dem letzten Jahre in diesem Seculo aus der Asche hervor zusuchen, und auffs neue in unserm andern fröhlichen begangenen Academischen Jubel-Jahr 1702. de. 18. Oktobr. Auff Begehren etlicher Bluts-Freunde in Druck zu lassen, der das Elend nach Gottes willen noch in dem Thränen-Thal bauende M. Jeremias Pilarik, aus Ungarn. Uo. (Német költemény.)
- Rechtmässige und dabey bittere Pilarikische Klage, Welche Als der weyland Wohl-Ehrwürdige, Groszachtbahre und wohlgelahrte Herr Jeremias Pilarick, Vor dem schmertzlichen Exilio in Ungarischen Bergstädten zu Düllen, dann nach dem Exilio, zu Sülthor nahe by Magdeburg in die 30. jahr wohlverdienter und recht treuer Pastor und Seelsorger, auch der gantzen Pilarikischen Freundschafft biszher gewesener ansehnlicher Senior, Am 31. Maji dieses 1708. Jahres, in seinem Erlöser Christo Jesu, im Lauff desz 68. Jahres seines Alters, sanfft und seelig entchlaffen, und den 11. Junii, war der Montag nach dem 1 Sonntag Trinitatis, von Vornehmer auch Adelichen volckreicher Versammlung zu seiner Ruhe-Stätte in der Kirchen daselbst nahe beym Altar begleitet worden, Im Nahmen der gantzen Pilarikirschen und darzu gehörigen Freundschafft, Als ein Vetter dem Andern, Als ein Jeremias dem Andern, Wehmüthig aufgesetzet, und von Wittenberg nach Sülthor der betrübten Frau Wittwen, Herrn Sohne und Frau Tochter übersendet hat, der das Elend annoch bauende M. Jeremias Pilarik ... Uo. (Német költemény).
- Das Zwiefältig verwüstete Jerusalem, ... seiner Schwester zu Trost vorgestellet. Hely és év n.

Több alkalmi költeményt is írt.